# نیکولاس اوتامندی
نیکولاس هرنان اوتامندی (اسپانیایی: Nicolás Hernán Otamendi‎؛ زاده ۱۲ فوریهٔ ۱۹۸۸) یک بازیکن فوتبال اهل آرژانتین است. وی بازیکن حرفه ای باشگاه بنفیکا و تیم ملی آرژانتین است.
او دوران حرفه‌ای خود را در باشگاه فوتبال ولز سارسفیلد آغاز کرد و پس از بردن هشت جام در لیگ برتر آرژانتین به همراه این تیم در سال۲۰۱۰ به اروپا آمد.
در سال ۲۰۱۴ توسط باشگاه والنسیا خریداری شد و پس از یک دوره قرضی در باشگاه اتلتیکو مینیرو به باشگاه منچستر سیتی پیوست. او در فصل ۲۰۱۷–۱۸ در لیگ برتر انگلستان موفق به بردن جام همراه با این تیم شد.

## منچستر سیتی
در اواخر پیش فصل ۲۰۱۵، اوتامندی از تمرین یا بازی با والنسیا امتناع کرد تا شانس او برای امضای قرارداد با باشگاه دیگری را خنثی نکند. در ۲۰ آگوست، او با قراردادی ۵ ساله با مبلغ ۳۲ میلیون پوند به منچسترسیتی پیوست. او اولین بازی خود را در ۱۵ سپتامبر انجام داد و در دقیقه ۷۵ به جای وینسنت کمپانی در باخت خانگی ۲-۱ مقابل یوونتوس برای مرحله گروهی لیگ قهرمانان اروپا به میدان رفت؛  اولین بازی او در لیگ برتر چهار روز بعد، در شکست ۳-۱ مقابل وستهم یونایتد در استادیوم سیتی منچستر انجام شد.
در ۳۱ اکتبر ۲۰۱۵، اوتامندی اولین گل خود را برای باشگاه در برد خانگی ۲–۱ مقابل نوریچ سیتی به ثمر رساند. او ۱۲۰ دقیقه کامل بازی کرد و در ۲۸ فوریه ۲۰۱۶ جام لیگ فوتبال را به دست آورد و لیورپول را در ضربات پنالتی در فینال شکست داد. در ۱ نوامبر ۲۰۱۷، اوتامندی اولین گل خود در لیگ قهرمانان اروپا را در پیروزی ۴–۲ خارج از خانه مقابل ناپولی به ثمر رساند. یک ماه بعد، در ۱۰ دسامبر، او گل پیروزی را در دربی منچستر در اولدترافورد به ثمر رساند و به سیتی کمک کرد تا برتری خود را در صدر لیگ برتر به ۱۱ امتیاز برساند. سیتی در آن فصل با رکوردشکنی ۱۰۰ امتیاز، عنوان قهرمانی لیگ برتر را بالای سر برد، این اولین قهرمانی اوتامندی در لیگ انگلستان بود. در ۱۸ آوریل ۲۰۱۸، اوتامندی در کنار هم تیمی‌های  منچستر سیتی، کایل واکر، دیوید سیلوا، کوین دی بروین و سرجیو آگوئرو در تیم منتخب سال PFA انتخاب شد. در فصل ۱۹–۲۰۱۸، اوتامندی به منچسترسیتی کمک کرد که اولین تیم انگلیسی باشد که سه گانه مردان داخلی، متشکل از جام اتحادیه، عنوان لیگ برتر و جام حذفی را به دست آورد.
اوتامندی در آخرین فصل حضورش در منچسترسیتی، در مجموع ۳۹ بازی انجام داد. او همچنین به تیمش کمک کرد تا جام لیگ را برای سومین فصل متوالی در مارس ۲۰۲۰ حفظ کند.

### والنسیا
اوتامندی با والنسیا در سال ۲۰۱۵
در ۵ فوریه ۲۰۱۴، اوتامندی به مبلغ ۱۲ میلیون یورو به والنسیا سی اف در لالیگا فروخته شد، با قراردادی پنج ساله که از ۱ ژوئیه شروع می شود.[۱۴] او بلافاصله به باشگاه اتلتیکو مینیرو در برزیل قرض داده شد، [۱۵] و ۱۹ بار برای تیم بلو هوریزونته بازی کرد و یک گل به ثمر رساند تا در ۲۳ مارس در اولین بازی نیمه نهایی مسابقات قهرمانی ایالت، پیروزی ۴-۱ را در مقابل حریفان شهری آمریکا فوتبول کلاب (MG) باز کند[۱۷][۱]. اوتامندی اولین بازی خود را در سطح بالای اسپانیا در ۲۳ اوت ۲۰۱۴ انجام داد و در تساوی ۱-۱ خارج از خانه مقابل سویا اف سی شروع کرد.[۱۸] او اولین گل خود را برای باشگاه جدیدش در ۴ اکتبر به ثمر رساند و به پیروزی ۳-۱ خانگی مقابل اتلتیکو مادرید کمک کرد.[۱۹]
در ۴ ژانویه ۲۰۱۵، اوتامندی برنده والنسیا را در برد خانگی ۲-۱ مقابل رئال مادرید هدایت کرد و در نتیجه به رکورد ۲۲ بازی تیم حریف خود پایان داد.[۲۰] پس از کمک به لوس چه برای اولین بار در چهار سال گذشته، واجد شرایط برای لیگ قهرمانان اروپا شد، و تبدیل به اولین دروازه‌بان باشگاهی شد که در این روند شش گل در لیگ به ثمر رساند، [۲۱] او تنها بازیکنی از تیمش بود که در تیم منتخب لالیگا انتخاب شد.

بنفیکا

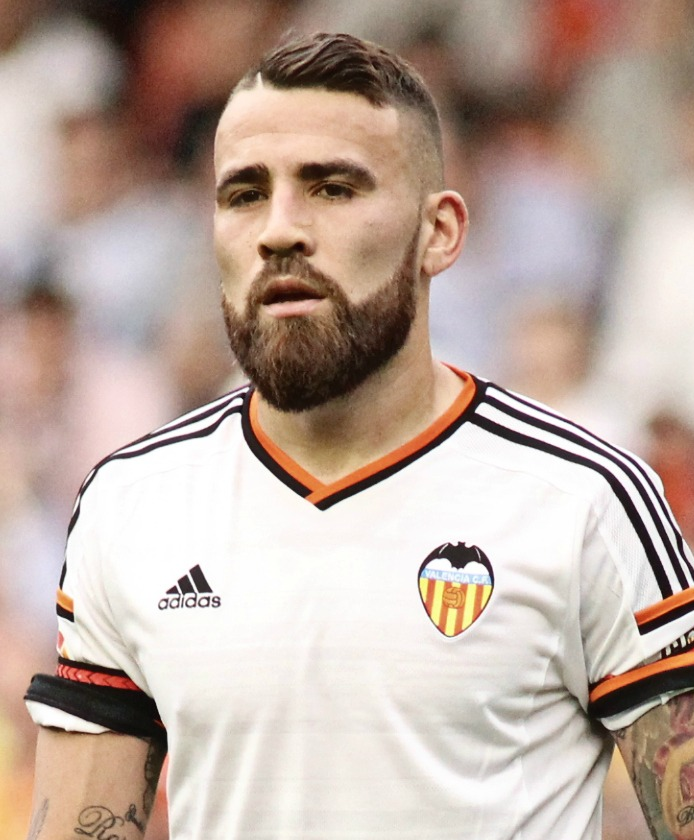
اوتامندی در سال ۲۰۱۵ با والنسیا

On 29 September 2020, Otamendi moved to former club Porto's rivals Benfica,[39] signing a three-year contract for a €15 million fee, with Benfica defender Rúben Dias moving to Manchester City for a larger fee as part of the deal.[40] He made his league debut in a 3–2 win against Farense on 4 October.
او از سال ۲۰۰۹ به تیم ملی فوتبال آرژانتین دعوت شد و تاکنون سابقه حضور در ۲جام جهانی و ۴کوپا آمریکا را دارد.
- قهرمان کوپا امریکا:۲۰۲۱
- قهرمان جام بین قاره ای امریکای جنوبی و اروپا(فینالیسیما):۲۰۲۲
- قهرمان جام جهانی:۲۰۲۲